# T-19 (char)
Le T-19 est un char soviétique conçu durant l'Entre-deux-guerres. Élaboré comme étant le pilier des nouvelles armées blindées soviétiques, son développement s'appuyait sur le modèle précédent, à savoir le T-18 et de ce fait était en fin de compte basé sur le char Renault FT français utilisé durant la Première Guerre mondiale. Quand il fut prêt à être produit en nombre en 1931, il se révéla cependant obsolète  et de ce fait, le projet se termina finalement en faveur du T-26, modèle basé sur le Vickers 6-Ton britannique.

## Sources
- (en) Cet article est partiellement ou en totalité issu de l’article de Wikipédia en anglais intitulé « T-19 » (voir la liste des auteurs).